# 东丽湖
东丽湖是位于中国天津市东丽区的一个人工湖，即新地河水库。东丽湖风景区面积58.6平方公里，水域面积8平方公里，东丽湖周长12公里，水容量2200万立方米，有“淡水小海洋”的称号，风景区内有几十万只鸟类在此生息繁衍。

## 历史
东丽湖原是天津东郊的荒野洼淀。20世纪50年代中期，宁河县开挖一条名为新地河河渠，成为东丽湖的起源。60年代初期东丽湖地区还为赤土公社下属的荒野，到了70年代初期，当地修建新地河水库，东丽湖由此形成。
改革开放后，东丽湖因温泉众多开发旅游业。1987年，建成集钓鱼、娱乐、餐饮、社团会议服务为一体的康复中心。此后，首届世界大学生滑水锦标赛、29届世界滑水锦标赛等国际赛事相继在此举行。而万科、华侨城等四十余家房地产商相继投资建房，带动了这一地区的发展。
2003年10月，水利部确定东丽湖风景区为国家水利风景区。现在东丽湖是天津七大自然保护区、八大旅游景区之一。此后中国矿业联合会又命名东丽湖为中国温泉之乡，并被天津市政府确定为东丽区旅游度假区。

## 相关设施
- 水上温泉欢乐谷
- 天津东丽湖度假村